# 哈特貝格
哈特貝格（德語：Hartberg）是奧地利施泰爾馬克州的城市，位於該國東南部，距離州府格拉茨約40公里，面積21.54平方公里，海拔高度359米，2012年人口6,540。

## 外部連結
- the official site of Hartberg（页面存档备份，存于）